# Kunisch
Kunisch ist eine Wüstung bei Liederstädt nördlich der Unstrut im Saalekreis in Sachsen-Anhalt.

## Geschichte
In einem zwischen 881 und 899 entstandenen Verzeichnis des Zehnten des Klosters Hersfeld (Hersfelder Zehntverzeichnis) wird Kunisch als zehntpflichtiger Ort Guministi im Friesenfeld genannt. 